# L'undicesima vittima (film 1979)
L'undicesima vittima è un film per la televisione statunitense del 1979 diretto da Jonathan Kaplan.